# Навязчивый страх совершения насилия

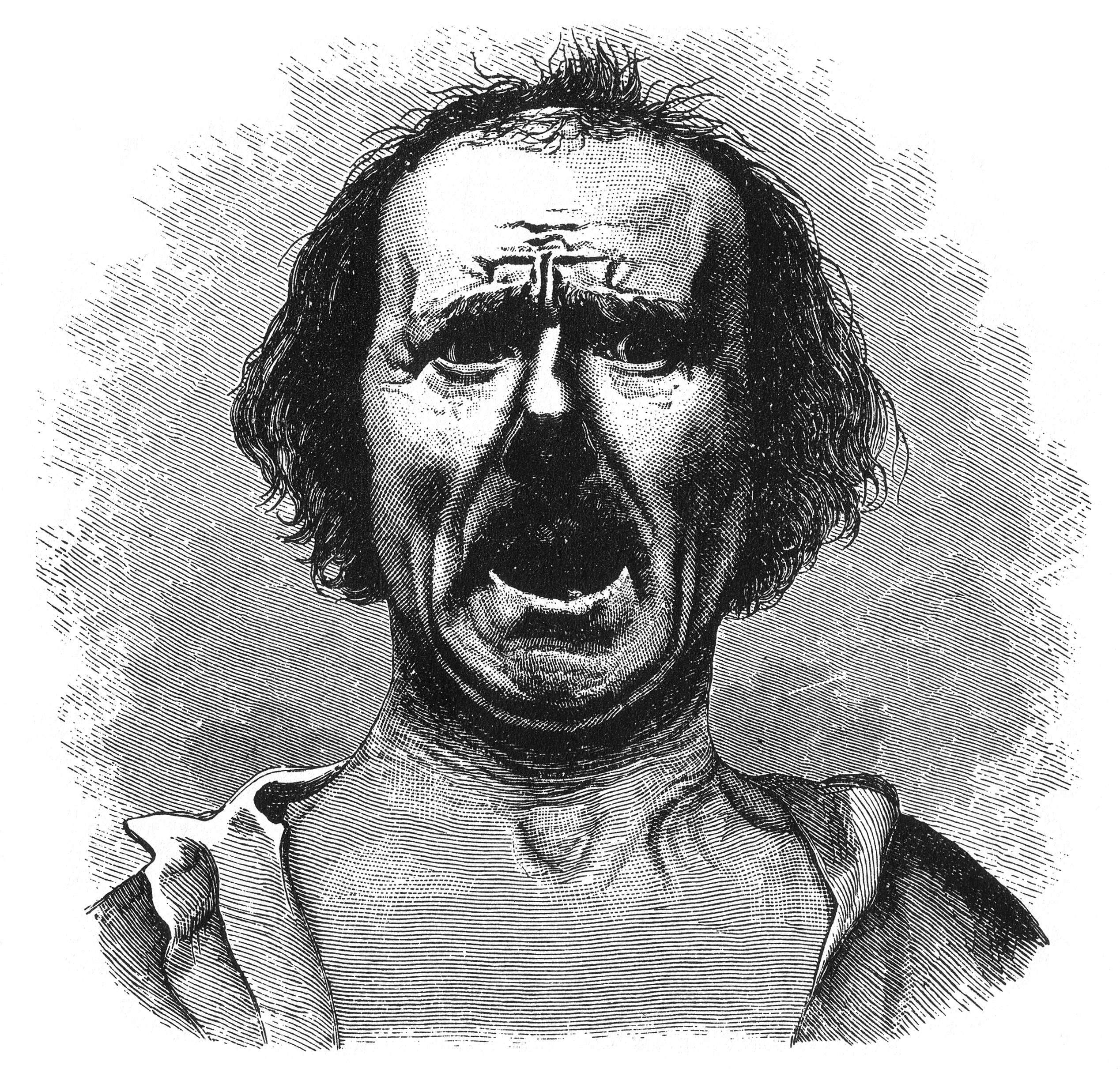
Страх, ужас.

Навя́зчивый страх соверше́ния наси́лия — разновидность обсессивно-компульсивного расстройства[страница не указана 2170 дней]. Данный страх выражается в постоянных переживаниях навредить себе (суицидофобия) или другим (гомицидофобия). Эта форма ОКР встречается сравнительно реже, чем страх загрязнения или навязчивый перфекционизм.

## Клиническая картина
Человек с подобного рода расстройством постоянно подвергается атаке нежелательных агрессивных мыслей, содержание которых весьма разнообразно и зависит от индивидуальных личностных характеристик больного. Распространёнными навязчивыми мыслями при страхе насилия бывают страхи нанести разной степени увечья, вплоть до летальных, себе и родным, стать убийцей прочих людей, сбить пешехода,  и т. д. Также стоит отметить, что больных могут посещать табуированные сексуальные мысли и образы. Люди с этой разновидностью ОКР полагают, что такие мысли отображают их истинную сущность и желания, в связи с чем ошибочно считают себя порочными, плохими. Однако эти мысли не отображают их реальные стремления, а являются лишь иррациональным страхом, который, возможно, имеет логическую подоплёку, но сильно преувеличен.

## Повседневная жизнь больного
При запущенных формах страха насилия повседневная жизнь человека значительно отличается от нормы. Он отказывается водить машину, начинает избегать людей или животных, которым боится причинить вред, отказывается брать в руки нож или другие колюще-режущие предметы, боится оставаться один на один с физически слабыми людьми.